# Рорд, Джилл
Джилл Рорд (нидерл. Jill Jamie Roord; род. 22 апреля 1997, Олдензал, Оверэйссел) — нидерландская футболистка, выступающая на позиции полузащитника за английский клуб «Манчестер Сити» и за женскую сборную Нидерландов. Она неоднократно выигрывала титулы в Нидерландах и за национальную команду.

## Клубная карьера
Джилл Роорд начинала свою карьеру футболистки в 2008 году, выступая за команду девочек до 13 лет в «Твенте», и быстро прогрессировала на молодёжном уровне. В возрасте 16 лет она дебютировала во взрослой команде клуба. Роорд внесла свой вклад в две победы «Твенте» в БеНе-лиге (объединённая бельгийско-нидерландская лига, существовавшая в 2012—2015 годах), одну в Эредивизи (нидерландская лига) и одну в Кубке Нидерландов. Также в составе этого клуба она дебютировала в женской Лиге чемпионов УЕФА в 2013 году. 1 апреля 2017 года Джилл Роорд сыграла свой 100-й матч за «Твенте».
В преддверии сезона 2017/2018 годов Роорд подписала двухлетний контракт с мюнхенской «Баварией», выступавшей в немецкой Бундеслиге. 2 сентября 2017 года она дебютировала за клуб, в победном (3:0) над «Эссеном». 15 октября того же года Роорд забила свой первый гол за «Баварию» в домашнем матче против «Занда», завершившемся со счётом 2:0 в пользу её команды. 4 октября 2017 года она дебютировала за немецкий клуб в женской Лиге Чемпионов УЕФА, в проигрышном (0:1) выездном матче с «Челси». 5 мая 2019 года Роорд объявила, что она покинет мюнхенскую «Баварию» в конце сезона.
Джилл Рорд подписала контракт с английским «Арсеналом» 14 мая 2019 года. Она дебютировала за него в матче с «Тоттенхэмом Хотспуром», завершившимся со счётом 6:0 в пользу её команды и в котором она сделала хет-трик.
10 мая 2021 года было объявлено, что Рорд летом перейдет в «Вольфсбург» из «Арсенала», Рорд подписала контракт с «Вольфсбургом» до 2024 года. 12 сентября Рорд забила свой первый гол за «Вольфсбург» в матче против «СК Санд», который они выиграли со счетом 4:0.

## Карьера в сборной

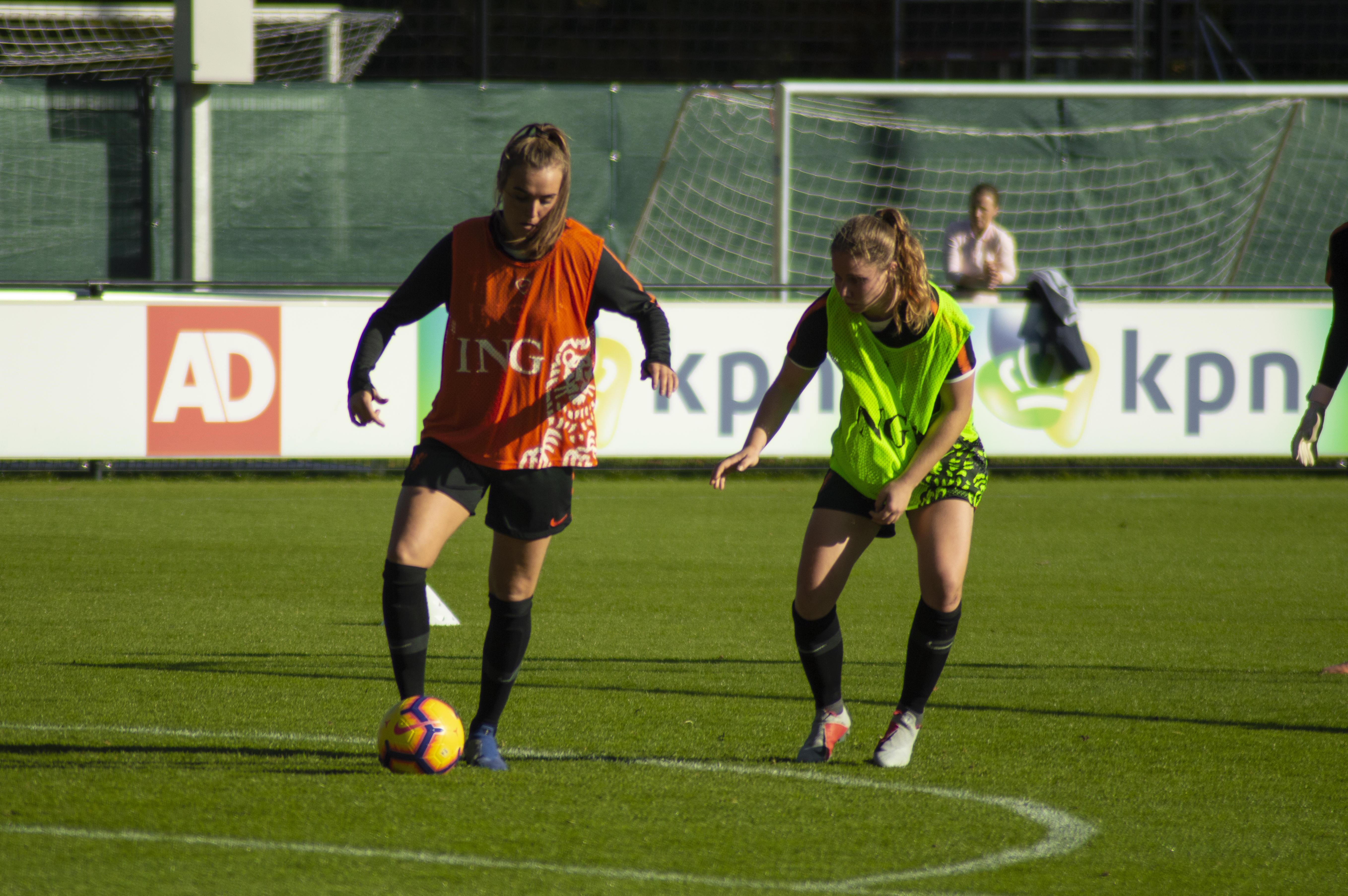
Джилл Рорд и Сиска Фолкертсма, тренирующиеся со сборной Нидерландов в 2018 году

Джилл Рорд выступала за молодёжные сборные Нидерландов и выиграла чемпионат Европы среди девушек до 19 лет в 2014 году, прежде чем начала выступать в главной национальной команде. Роорд дебютировала за неё 7 февраля 2015 года в матче против сборной Таиланда.
В мае 2015 года она была включена в окончательный список 23 футболисток, которые были призваны представлять Нидерланды на женском чемпионате мира 2015 года.
В июне 2017 года Джилл Рорд была членом команды, которая выиграла женский чемпионат Европы 2017 года. После окончания турнира всю команду чествовали премьер-министр и министра спорта Нидерландов, а Джилл Роорд среди прочих была награждена орденом Оранских-Нассау.
В 2019 году она также была включена в заявку сборной на чемпионат мира.

### Голы за сборную[13]
| Гол | Дата            | Стадион                                        | Соперник       | Счёт | Итог | Соревнование                 |
| --- | --------------- | ---------------------------------------------- | -------------- | ---- | ---- | ---------------------------- |
| 1.  | 20 мая 2015     | Хет Кастел, Роттердам, Нидерланды              | Эстония        | 1-0  | 7-0  | товарищеский матч            |
| 2.  | 20 января 2017  | Пинатар Арена, Сан-Педро-дель-Пинатар, Испания | Румыния        | 2-1  | 7-1  | товарищеский матч            |
| 3.  | 20 января 2017  | Пинатар Арена, Сан-Педро-дель-Пинатар, Испания | Румыния        | 3-1  | 7-1  | товарищеский матч            |
| 4.  | 11 июня 2019    | Стад Осеан, Гавр, Франция                      | Новая Зеландия | 1-0  | 1-0  | чемпионат мира 2019          |
| 5.  | 30 августа 2019 | А. Ле Кок Арена, Таллин, Эстония               | Эстония        | 2-0  | 7-0  | отбор чемпионата Европы 2021 |

## Достижения

### Клубные
Твенте
- Победительница БеНе-лиги (2): 2012/13, 2013/14
- Чемпионка Нидерландов (4): 2012/13*, 2013/14*, 2014/15*, 2015/16
- Лучший бомбардир Чемпионата Нидерландов: 2015/16[6]
- Обладательница Кубка Нидерландов: 2014/15

*Во время существования БеНе-лиги (с 2012 по 2015 год), лучший её нидерландский клуб автоматически становился чемпионом Нидерландов по решению Королевского футбольного союза Нидерландов.

### В сборной
Нидерланды (до 19 лет)
- Чемпионка Европы: 2014

Нидерланды
- Чемпионка Европы: 2017
- Обладательница Кубка Алгарве: 2018[20]